# Astrid Reinla

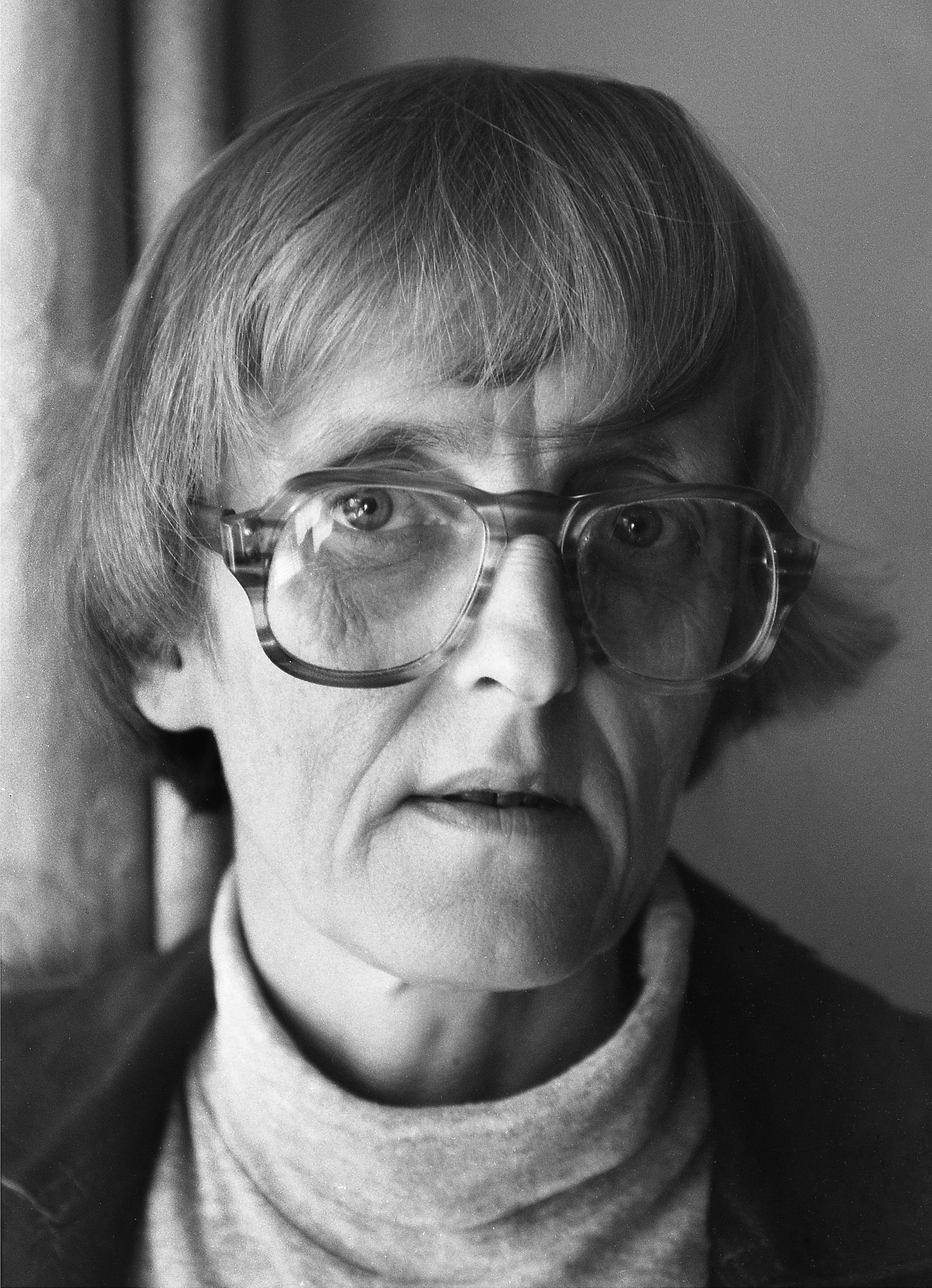
Astrid Reinla (1993)

Astrid Reinla (ab 1971 Astrid Kabur; * 1. März 1948 in Tallinn; † 1. Januar 1995 ebenda) war eine estnische Schriftstellerin.

## Leben
Reinla ging von 1955 bis 1966 in Tallinn zur Schule und arbeitete danach in einer Bibliothek. Von 1969 bis 1974 studierte sie an der Universität Tartu Estnische Philologie. Nach ihrem Abschluss arbeitete sie als Lektorin und Korrektorin beim Verlag Eesti Raamat und später bei der Zeitschrift Horisont. Seit 1990 war sie Mitglied des Estnischen Schriftstellerverbandes. Sie war die Tochter des Literaturwissenschaftlers Oskar Kuningas und verheiratet mit dem Schriftsteller Boris Kabur.

## Literarisches Werk
Reinla debütierte 1969 in Zeitschriften und legte 1982 ihre ersten beiden Bücher vor, einen Gedichtband und eine Sammlung mit Kurzgeschichten. In ihrer Lyrik wurden Anklänge an die frühe Dichtung von Betti Alver ebenso entdeckt wie Bezüge zur zeitgenössischen Dichtung, zum Beispiel zum Zyklus Lebensgeschichten aus Harala von Mats Traat. Bei den Kurzgeschichten wurde die Überbetonung der Einsamkeit des gegenwärtigen Menschen herausgestrichen, während gleichzeitig Parallelen zu den beiden Meistern der zeitgenössischen grotesken Kurzgeschichte – Arvo Valton und Vaino Vahing – gesehen wurden.
Danach publizierte Astrid Reinla noch einen weiteren Band mit Kurzprosa und einem Schauspiel sowie fünf Kinderbücher. Hiervon ist besonders Teofrastus hervorzuheben, worin die Welt aus der Perspektive einer Katze betrachtet wird. Dieses Buch ist auch in deutscher Übersetzung erschienen, gelangte aber praktisch nicht auf den deutschen Markt.
Eine Katze kommt auch regelmäßig in Reinlas später unter dem Titel Der Bürger ist der Dumme herausgegebenen populären Feuilletons vor. Sie erschienen 1993 und 1994 in der Zeitung Postimees und beleuchten die Umgewöhnungsprobleme und Startschwierigkeiten vieler Menschen in der gerade wieder unabhängig gewordenen jungen Republik Estland.
Astrid Reinla war ferner die Initiatorin und erste Skriptschreiberin der überaus erfolgreichen estnischen Fernsehserie Õnne 13. Sie begann im Oktober 1993 und läuft bis heute. Später wurde das Drehbuch u. a. von Kati Murutar und Teet Kallas fortgeführt, seit 2014 ist Andra Teede die Autorin.
Gemeinsam mit Liisi Ojamaa hat Reinla die Autobiografie von Helen Keller ins Estnische übersetzt.

## Bibliographie
- Lihtminevik ('Einfache Vergangenheit'). Tallinn: Eesti Raamat 1982. 52 S.
- Inimestega ('Mit Menschen'). Tallinn: Eesti Raamat 1982. 125 S.
- Teofrastus. Tallinn: Eesti Raamat 1985. 48 S.
- Plekk-katus ('Das Blechdach'). Tallinn: Eesti Raamat 1987. 187 S.
- Pätu. Tallinn: Eesti Raamat 1988. 39 S.
- Miikael. Tallinn: Eesti Raamat 1989. 141 S.
- Pätu laulud ('Pätus Lieder'). Viljandi: Sünnimaa 1992. 32 S.
- Lumeelevant. Krooksjalad ('Der Schneeelefant. Quakfrösche'). Tallinn: Kupar 1994. 223 S.
- Kodanik on loll ('Der Bürger ist der Dumme', Feuilletons). Tallinn: Tuum 1994. 93 S.

## Sekundärliteratur
- Õnne Nõmm: Lihtne olevik, in: Looming 4/1983, S. 568–569.
- Rein Tootmaa: Üksinduse veidrustamine, in: Looming 6/1983, S. 837–838.
- Holger Kaints: Inimestega, II?, in: Vikerkaar 3/1988, S. 84–86.